# Geng Min
Geng Min (chinesisch 耿敏; * 28. April 1995) ist eine ehemalige chinesische Leichtathletin, die sich auf den Mittelstreckenlauf spezialisiert hat. 2017 wurde sie Vizeasienmeisterin im 1500-Meter-Lauf und feierte damit ihren größten sportlichen Erfolg.

## Sportliche Laufbahn
Erste internationale Erfahrungen sammelte Geng Min im Jahr 2017, als sie bei den Asienmeisterschaften in Bhubaneswar in 4:19,15 min die Silbermedaille im 1500-Meter-Lauf hinter der Inderin P. U. Chitra gewann. Es blieb ihre einzige Meisterschaftsteilnahme, ehe sie ihre aktive Karriere 2021 im Alter von 26 Jahren beendete.

## Persönliche Bestzeiten
- 800 Meter: 2:06,20 min, 7. Juni 2019 in Chongqing
- 1500 Meter: 4:16,45 min, 9. Juli 2019 in Azusa